# Paluel
Paluel ist eine französische Gemeinde im Département Seine-Maritime in der Region Normandie mit einer Fläche von 1087 Hektar und 385 Einwohnern (Stand 1. Januar 2022). Der Fremdenverkehrsort, dessen Name sich von den Sümpfen (lat. palus) im unteren Tal der Durdent ableitet, liegt an der Alabasterküste auf einer Höhe von 9 Metern über Normalnull. Er entstand im Jahr 1825 durch die Zusammenlegung der beiden Gemeinden Paluel und Conteville.

## Geschichte
Archäologische Ausgrabungen förderten bei der La Rosé genannten Flur die Reste einer mit Mosaiken verzierten gallo-römischen Konstruktion zu Tage.
Eine von der Abtei Fécamp abhängige Kirche existierte seit 988, ein Leprosenheim bis 1695.
Nach der Landung der Alliierten im Zweiten Weltkrieg beherbergte das amerikanische Lager Lucky Strike bis zu 300.000 Personen.
Die französische Elektrizitätsgesellschaft EDF baute in den Jahren von 1977 bis 1986 das Kernkraftwerk Paluel, das etwa sechs bis sieben Prozent des französischen Bedarfes deckt.

## Sehenswürdigkeiten
- Kirche St. Martin de Paluel (13./16. Jahrhundert)
- Kirche St. Pierre de Conteville (12./16. Jahrhundert) und ihr Taufbecken (13. Jahrhundert)
- Kapelle Notre-Dame de Janville sowie das Schloss von Janville (17. Jahrhundert) mit Park und Taubenhaus
- Château de Bertheauville
- Schloss Conteville

Durch den Ort führt der Fernwanderweg GR 21 (Grande Randonnée).

## Wirtschaft
Das Kernkraftwerk bietet 1257 Arbeitsplätze. Weitere Erwerbsquellen sind Fremdenverkehr (Campingplatz, Fremdenzimmer), Ackerbau (Getreide, Zuckerrüben, Gemüse, Leinen) und Viehzucht (Rinder, Pferde). Der Ort verfügt über einen kleinen Flugplatz.